# Gröngödsling

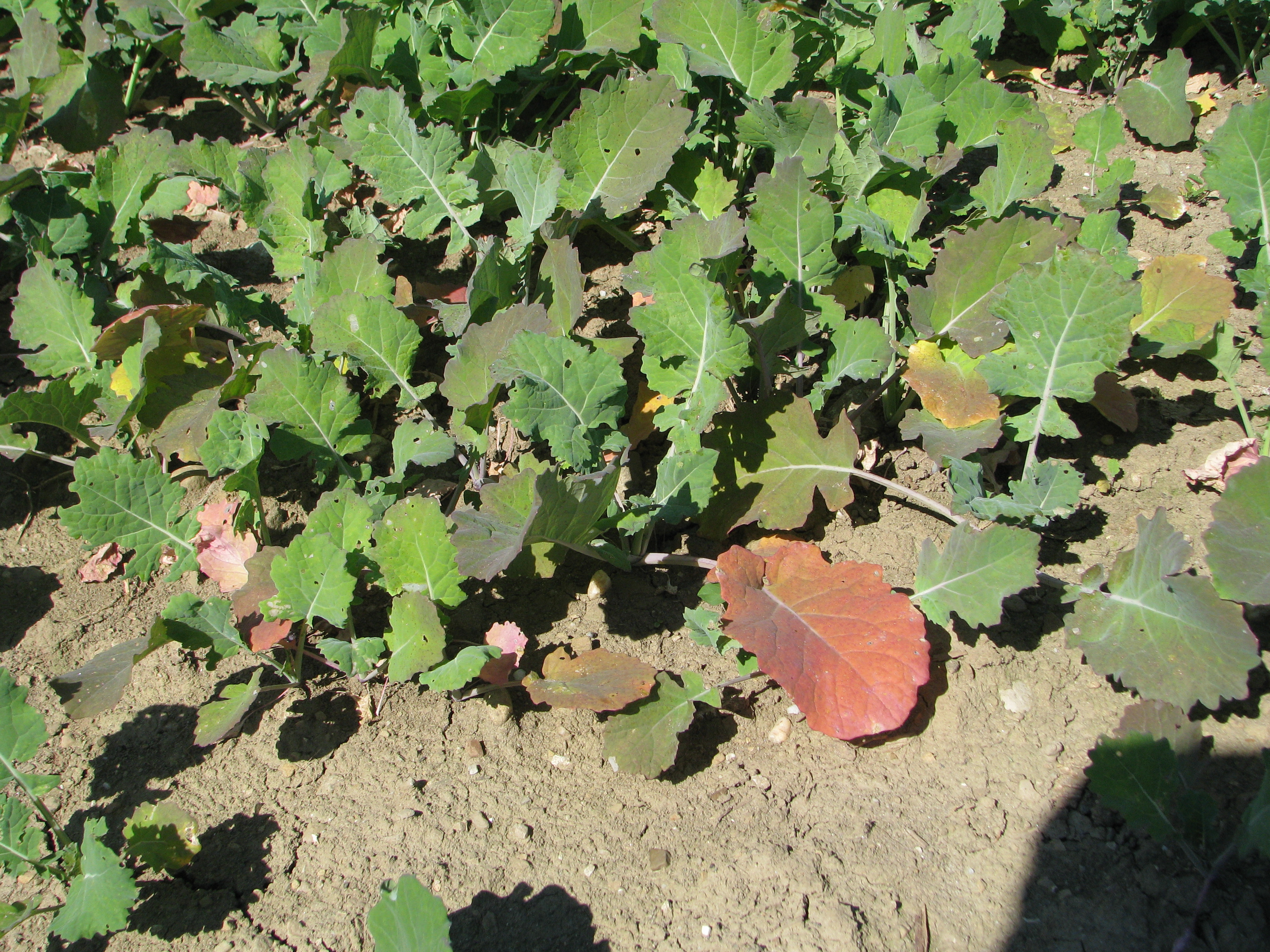
Rapsplantor odlas till att bli gröngödsel.

Gröngödsling är inom jordbruk grödor som odlas för att förbättra jordstrukturen, öka mullhalten samt tillföra växtnäring. Ofta plöjs gröngödslingsgrödan ner direkt i jorden innan odlingsgrödan sås.
En gröngödslingssådd består ofta av flera arter för att uppnå flera olika effekter. 
- Skyddssäd - ska skydda mot ogräs, till exempel havre.
- Fånggrödor - tar upp och lagrar växtnäring, till exempel raps.
- Fångstgrödor - skall fånga upp eventuella skadedjur så att de inte skadar avsalugrödan. Genom att till exempel odla en tidig morotssort i ram runt en senare morotsort hämmas morotsbladloppan.

Förfruktsvärdet definieras som kväveinnehållet i grödan.
- 1-årig vall - snabbare omsättning - > mer kväve frisätts
- 2-årig vall - långsammare omsättning - > ger kväveleverans över tid

Exempel på olika gröngödslingsväxter:
- Blodklöver
- Honungsört
- Lupin